# Финал Кубка Азии по футболу 2015
Финал Кубка Азии по футболу 2015 года — финальный матч Кубка Азии 2015 года, который прошёл 31 января на стадионе «Австралия» в Сиднее. В матче приняли участие сборные Республики Корея и Австралии. Победитель этого матча не только становился чемпионом Азии, но и получал право сыграть на Кубке конфедераций 2017 года в России. На матче присутствовали более 76 тысяч зрителей, около 5,3 млн жителей Австралии смотрели матч в прямом эфире.
Матч закончился победой сборной Австралии в дополнительное время со счётом 2:1: счёт открыл в самом конце первого тайма Массимо Луонго, затем в конце второго тайма Сон Хын Мин сравнял счёт, а в конце первого дополнительного тайма победу сборной Австралии принёс Джеймс Троизи. Сборная Австралии выиграла свой первый Кубок Азии, став обладателем сразу двух континентальных трофеев в своей истории (ранее она трижды выигрывала Кубок наций ОФК) и получила право выступить на Кубке конфедераций в России. Сборная Республики Корея стала в четвёртый раз серебряным призёром Кубка Азии.

## История противостояния сборных
Сборные Республики Корея и Австралии до турнира провели друг против друга 26 встреч, в которых корейцы одержали 9 побед, а австралийцы — 10. Первая встреча команд датируется 14 ноября 1967 года, это был финал Кубка Квок Хан в Южном Вьетнаме. Австралия победила со счётом 3:2 и завоевала первый титул в своей истории. Последняя перед турниром встреча прошла 20 июля 2013 года в рамках Кубка Восточной Азии по футболу в Республике Корея и завершилась нулевой ничьей.
Сборная Республики Корея в прошлом завоёвывала на Кубке Азии по футболу золотые медали в 1956 и 1960 годах, а также серебряные медали в 1972, 1980 и 1988 годах, причём обе свои золотые медали корейцы взяли при круговой системе розыгрыша (без раундов плей-офф), а все три серебряные медали получили при введённой системе плей-офф — в финальных матчах тех лет корейцы уступили соответственно сборным Ирана (2:1, овертайм), Кувейта (3:0) и Саудовская Аравия (0:0 после основного времени и овертайма, по пенальти 4:3). В активе сборной Австралии с момента вступления в АФК была серебряная медаль Кубка Азии 2011 года, когда австралийцы проиграли сборной Японии в овертайме финального матча со счётом 0:1.
На момент начала Кубка Азии по футболу 2015 года Австралия занимала 100-е место в рейтинге ФИФА и 10-е в рейтинге сборных АФК, а Республика Корея — соответственно, 69-е и 3-е места. По версии букмекеров, Австралия занимала 2-е место в рейтинге фаворитов на победу в Кубке Азии с коэффициентом 3,6, а у Республики Корея этот коэффициент составлял 6. Главным претендентом на победу считалась Япония, действовавший обладатель кубка, с коэффициентом 3,25.

## Стадион

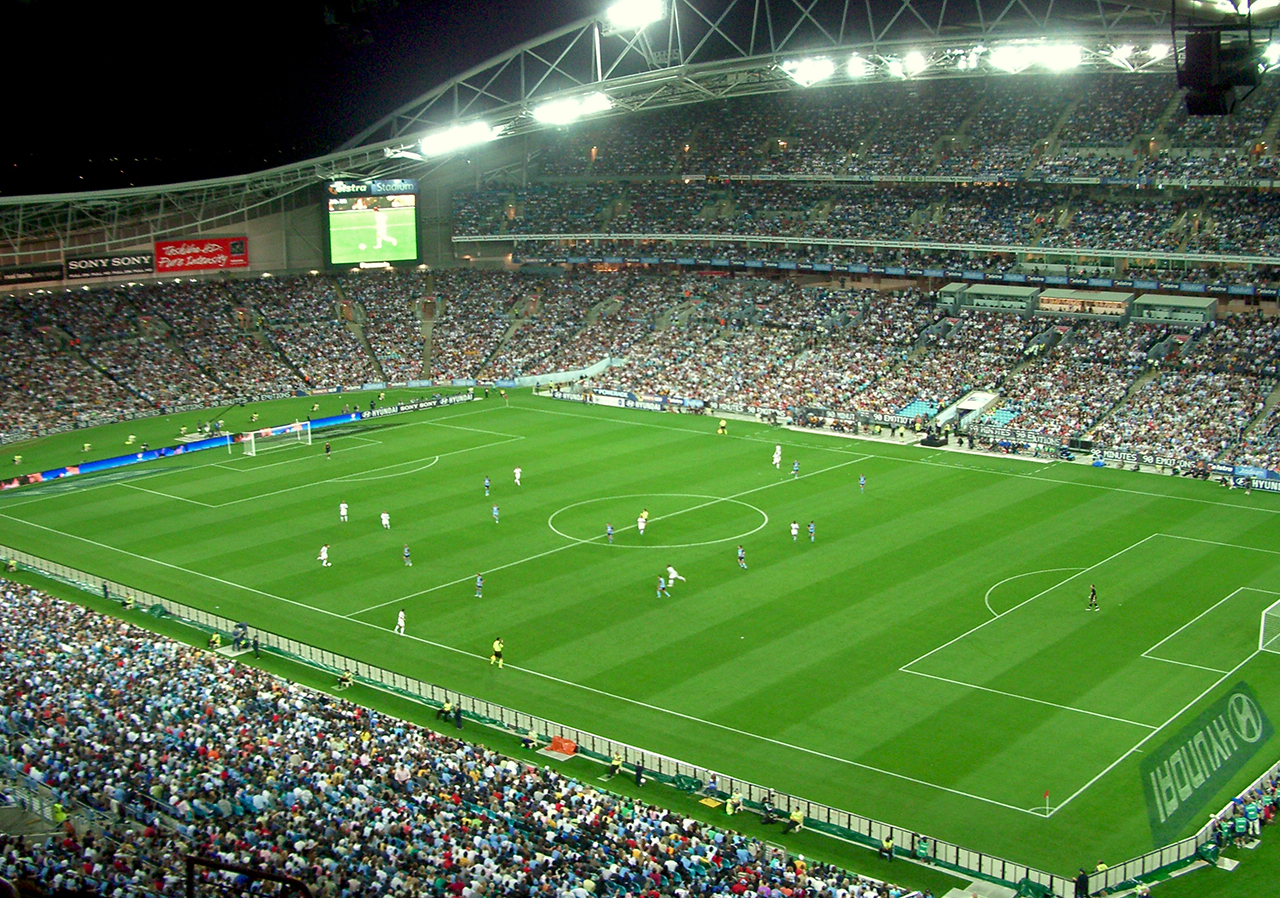
Стадион «Австралия», удостоенный принятия финального матча

27 марта 2013 года было объявлено, что финал Кубка Азии 2015 года пройдёт на сиднейском стадионе «Австралия», а рассматривавшийся в качестве кандидатуры Прямоугольный стадион города Мельбурн был выбран для проведения матча открытия между командами Австралии и Кувейта. Вместимость «Австралии» составляет 84 тысячи человек — наибольшая среди пяти арен, на которых должны были пройти матчи турнира. «Австралия» была построена в 1999 году, и на ней проходили соревнования Олимпийских игр 2000 года. Всего на этом стадионе было сыграно семь матчей в рамках Кубка Азии 2015 года: четыре матча группового этапа, четвертьфинал, полуфинал и финал.

## Путь к финалу

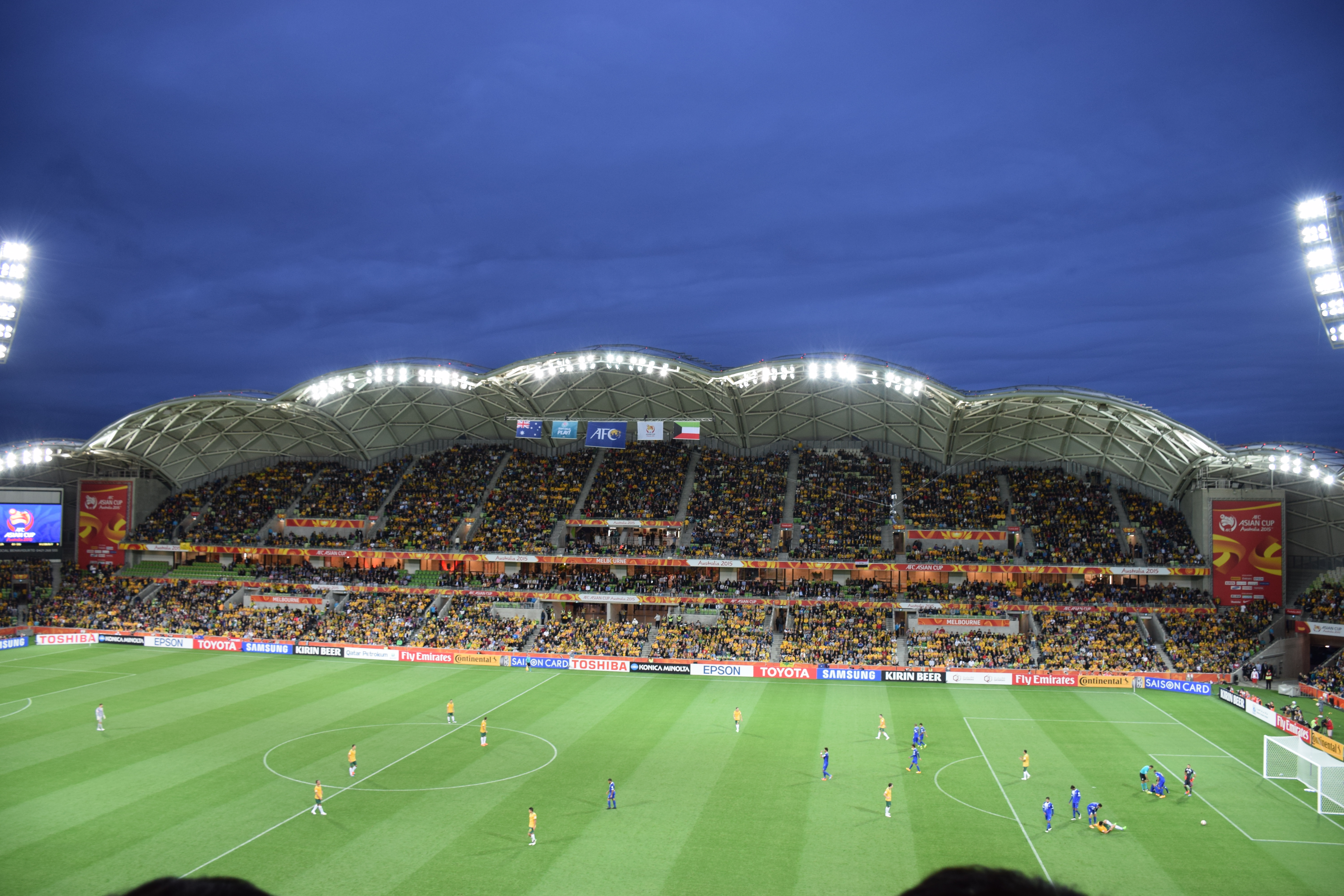
Матч открытия Австралия — Кувейт

Обе сборные по итогам жеребьёвки финальной стадии попали в группу A вместе с командами Омана и Кувейта. Корейцы выиграли все три матча и попали в стадию плей-офф с первого места в группе, австралийцы при двух победах и единственном поражении вышли в плей-офф со второго места.

### Республика Корея
Сборная Республики Корея сыграла первый матч против Омана на «Канберра-стэдиум» и одержала победу благодаря единственному голу, который забил в компенсированное время первого тайма Чо Ён Чхоль. Второй матч против Кувейта также прошёл в Канберре, и там снова одного гола, который на этот раз забил Нам Тхэ Хи, хватило для победы. В третьем туре сборная Республики Корея встретилась с хозяевами турнира на «Санкорп Стэдиум», и в нём определялась сетка плей-офф. Для выхода с первого места корейцам нужна была только победа, и снова один-единственный гол (его забил Ли Джон Хёп) обеспечил корейцам первое место.
Республика Корея вышла в четвертьфинал на сборную Узбекистана, в овертайме Сон Хын Мин забил два гола в ворота узбеков и принёс «воинам Тэджу» победу. В полуфинале корейцы играли против сборной Ирака на стадионе «Австралия» и победили со счётом 2:0, мячи забили Ли Джон Хёп и Ким Ён Гвон.

### Австралия
Австралийцы открывали турнир матчем против Кувейта. Игра началась неприятно для «соккеруз»: Хуссейн Фадель открыл счёт на 8-й минуте ударом головой, однако Массимо Луонго на 33-й минуте сделал голевой навес на Тим Кэхилла, а вскоре и сам забил головой в конце первого тайма. На 62-й минуте Миле Единак забил пенальти, а в компенсированное время второго тайма Джеймс Троизи забил ещё один мяч, сделав итоговый счёт 4:1 в пользу Австралии. Второй матч состоялся против Омана в Сиднее, и там австралийцы забили четыре безответных гола — отличились Мэтт Маккей, Робби Круз, Томи Юрич и Марк Миллиган (пенальти). Третий матч против Республики Корея австралийцы проиграли со счётом 0:1 и отправились в плей-офф со второго места.
В четвертьфинале сборная Австралии играла против Китая, выигравшего группу B, на стадионе «Санкорп Стэдиум» в Брисбене. Тим Кэхилл принёс победу, оформив дубль во втором тайме. В полуфинале сборная Австралии играла в Ньюкасле на «Хантер Стэдиум» против сборной ОАЭ и выиграла снова со счётом 2:0 благодаря голам Трента Сейнсбери и Джейсона Дэвидсона.

### Статистика выступлений
| Команда          | И | В | Н | П | Голы | ±  | О |
| ---------------- | - | - | - | - | ---- | -- | - |
| Республика Корея | 3 | 3 | 0 | 0 | 3—0  | +3 | 9 |
| Австралия        | 3 | 2 | 0 | 1 | 8—2  | +6 | 6 |
| Оман             | 3 | 1 | 0 | 2 | 1—5  | −4 | 3 |
| Кувейт           | 3 | 0 | 0 | 3 | 1—6  | −5 | 0 |

| Команда          | И | В | Н | П | Голы | ±  | О |
| ---------------- | - | - | - | - | ---- | -- | - |
| Республика Корея | 3 | 3 | 0 | 0 | 3—0  | +3 | 9 |
| Австралия        | 3 | 2 | 0 | 1 | 8—2  | +6 | 6 |
| Оман             | 3 | 1 | 0 | 2 | 1—5  | −4 | 3 |
| Кувейт           | 3 | 0 | 0 | 3 | 1—6  | −5 | 0 |

## Подготовка к игре

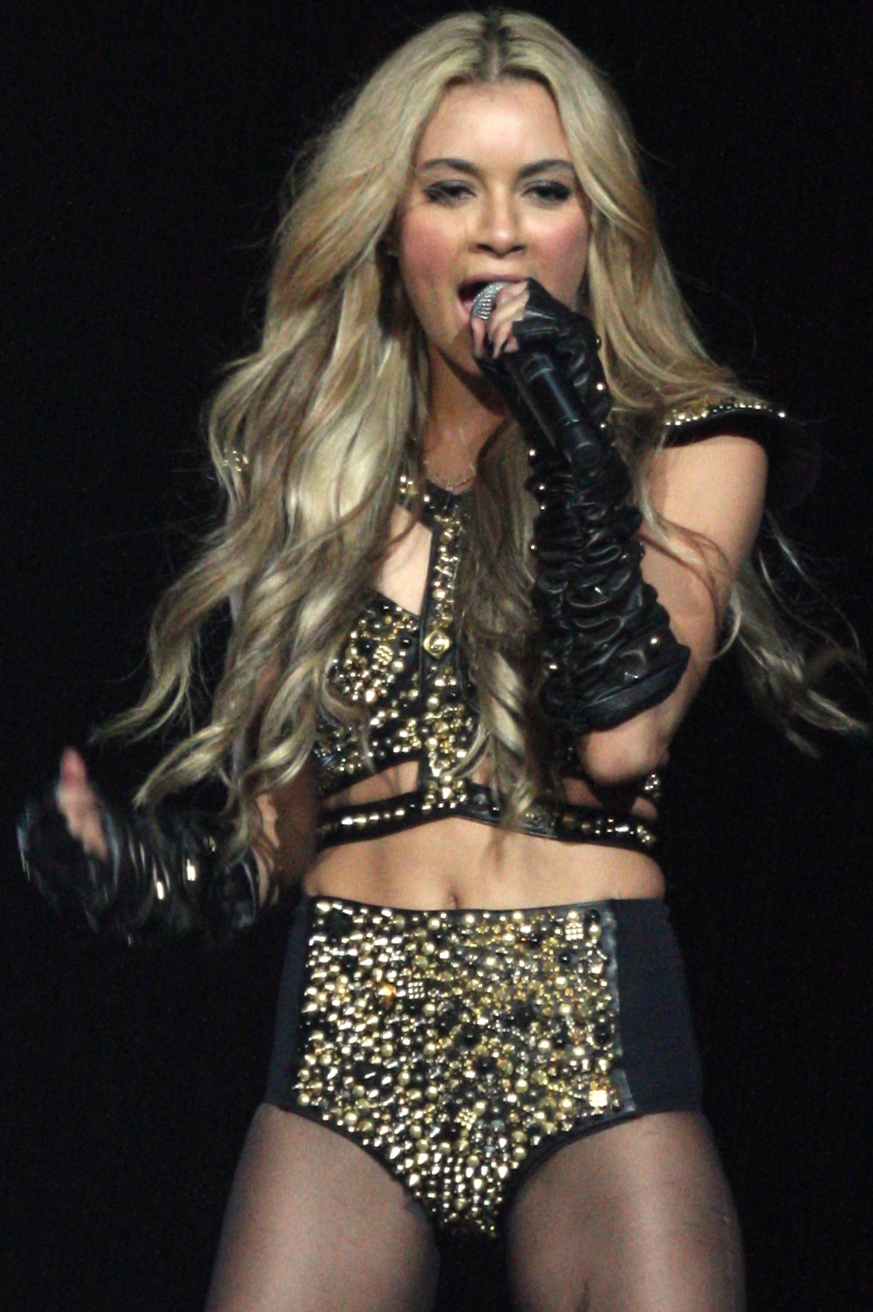
Певица Хавана Браун выступила на церемонии закрытия

Индивидуальные билеты на матч продавались через сайт АФК с 3 июня 2014 года, также продавался комплект билетов на все матчи в городе Сидней (в том числе и на финал). К финальному матчу были подготовлены 76 тысяч мест для болельщиков и 7 тысяч мест для журналистов и прочих лиц. Цена билетов варьировалась от 39 до 150 долларов. Перед началом полуфинальной встречи Австралия — ОАЭ было продано 40 тысяч билетов, однако в течение матча были проданы ещё 10 тысяч.
Судьёй матча был назначен иранский арбитр Алиреза Фагани, помощниками ему были назначены Реза Сохандан и Мохаммад Реза Аболфазли. Эти арбитры судили матчи Кувейт — Республика Корея (группа A), Саудовская Аравия — Китай (группа B), Ирак — Япония (группа D) и Япония — ОАЭ (четвертьфинал). Фагани также судил Финал Кубка Президента АФК 2009 года, финал Кубка вызова АФК 2010 года и первый матч Финала Лиги чемпионов АФК 2014 года. Номинальными хозяевами поля считалась сборная Республики Корея, которая вышла с первого места группы A, однако с учётом почти 80 тысяч болельщиков на трибуне стадиона «Австралия» этот статус становился чисто условным для корейцев. Перед матчем прошла церемония закрытия турнира, главной звездой которой стала австралийская певица и диджей Хавана Браун.

## Игра

### Расстановка игроков
Корейцы традиционно следовали тактике 4-2-3-1, однако перед финалом они решили использовать оборонительный вариант тактики 4-4-2. По сравнению с матчем против Ирака в стартовый состав попал центральный защитник Чан Хён Су, который вместе с Ки Сон Ёном занял место в опорной зоне, а игравший в опорной зоне Пак Чу Хо был сдвинут на левый фланг, где в защите играл Ким Джин Су. По задумке тренера Уле Штилике, все трое — Пак Чу Хо, Ки Сон Ён и Чан Хён Су — должны были в обороне выигрывать максимум единоборств и не давать «соккеруз» возможности активно действовать перед воротами сборной Республики Корея. Сдвигавшийся на свою традиционную позицию центрального защитника Чан Хён Су образовывал цепь из пяти игроков обороны.
Состав сборной Австралии не претерпел изменений по сравнению с полуфиналом с ОАЭ, как и их тактическая формация 4-3-3. Иван Франьич, несмотря на незалеченное повреждение бедра, вышел играть с первых минут. Команда Анге Постекоглу сделала ставку на прессинг со стороны четырёх игроков группы атаки — занявших позиции нападающих Тима Кэхилла, Робби Круза и Мэттью Леки и игравшего в полузащите Марка Миллигана.

### Первый тайм
Игра началась в нервной и равной борьбе, и уже на 3-й минуте Сон Хын Мин столкнулся с Миле Единаком в единоборстве, пролежав на газоне около минуты и продолжив игру. Корейцы провели первую атаку, когда Ки Сон Ён перехватил мяч на чужой половине и заставил Франьича нарушить правила и получить предупреждение. В ответной атаке австралийцы заработали стандарт, с которого Миле Единак пробил с 25 метров, опустив мяч прямо на сетку ворот над «девяткой». В середине первого тайма корейцы создали первый голевой момент, когда на 24-й минуте Ки Сон Ён с левого фланга при исполнении стандарта навесил на Квака Тхэ Хви, но тот неточно пробил головой. Ответную атаку провёл Робби Круз после ошибки Квака Тхэ Хви, и Тим Кэхилл, находившийся в штрафной корейцев, нанёс удар из выгодной позиции, но вратарь Ким Джинхён сумел отбить мяч, летевший в левый угол ворот, и перевести его на угловой.
К исходу получаса игры команды сбавили темп, поскольку единоборства отнимали слишком много сил, но корейцы сохраняли инициативу. На 37-й минуте корейцы создали ещё один момент: Пак Чу Хо отдал пас на Кима Джин Су, от которого навес принял Сон Хын Мин, но отправил мяч выше ворот после сложного удара с лёта. Чха Ду Ри через минуту прошёл по правому флангу и снова выкатил мяч под удар Сона Хын Мина, но его заблокировал Массимо Луонго, подставивший ногу. После розыгрыша углового на 41-й минуте Джейсон Дэвидсон получил предупреждение и заработал штрафной в пользу корейцев, но Ки Сон Ён не сумел открыть счёт и отправил мяч в руки вратарю Мэттью Райану. И всё же австралийцы открыли счёт в компенсированное время первого тайма: это произошло после контратаки, когда Трент Сэйнсбери отдал по центру пас на Массимо Луонго. Тот с правой ноги пробил низом из-за пределов штрафной, отправив мяч в угол ворот. Счёт стал 1:0 в пользу австралийцев. Это был первый гол, когда корейцы пропустили на этом турнире, а Массимо Луонго по показателю «гол+пас» вышел в лидеры турнира.

### Второй тайм
Тренеры сборных не делали замен, и команды продолжили матч теми же составами. Корейцы, пытаясь отыграться, дважды попали в офсайд за пять минут, а австралийцы предпочли играть на удержание счёта, но проводили свои атаки: в самом начале второго тайма удар Тима Кэхилла под перекладину парировал Ким Джинхён. На 59-й минуте после нарушения правил Мэттью Спирановичем корейцы заработали штрафной, но вратарь Мэттью Райан забрал мяч после удара. Ответная атака завершилась ударом Мэттью Леки под перекладину и сэйвом Ким Джинхёна. Но у австралийской сборной три ключевых игрока получили травмы, и Анте Постекоглу вынужден был использовать все замены в матче: на 64-й минуте вместо Тима Кэхилла вышел Томи Юрич (Кэхилла болельщики проводили громкими овациями), на 71-й минуте вместо повредившего связки колена Робби Круза вышел Джеймс Троизи, а на 75-й минуте вместо Ивана Франьича, у которого случился рецидив повреждения бедра, вышел Мэтт Маккей. В свою очередь, Штилике выпустил на 64-й минуте Ли Гын Хо вместо Нама Тхэ Хи, а также на 71-й минуте Хана Гуг Ёна вместо Пака Чу Хо. Ли Гын Хо создал ещё один опасный момент, обыграв Мэтта Маккея, однако вышедший к границам штрафной Райан сохранил ворота в неприкосновенности.
Корейцы продолжали атаковать с флангов, австралийцы — оборонялись и выжидали момента для контратаки. Однако у корейцев не появлялись хоть какие-нибудь серьёзные моменты, поскольку оборонительная игра австралийцев не оставляла много возможностей подопечным Ули Штилике. На 88-й минуте «воины Тэджу» провели последнюю замену, убрав Ли Джон Хёпа и выпустив Кима Ю Ёна. И в компенсированное ко второму тайму время корейцы воспользовались ошибкой защиты австралийцев, которая уже к тому моменту потеряла концентрацию: Хан Гуг Ён после единоборства в чужой штрафной не без помощи Ки Сон Ёна отдал пас на Сон Хын Мина. Сон Хын Мин, упустивший два голевых шанса в матче и аналогично не справившийся на чемпионате мира в Бразилии в ещё одном решающем матче против Бельгии, в этот раз не промахнулся при выходе «один на один» и, находясь на ударной позиции по месту левого нападающего, отправил мяч в ближний угол ворот Мэттью Райана, сделав счёт 1:1. Сборная Республики Корея перевела игру в овертайм.

### Овертайм
Несмотря на давление домашних трибун, травмы трёх ключевых игроков и пять жёлтых карточек, австралийцы не упустили нить игры после пропущенного в компенсированное время второго тайма гола и пошли вперёд, а вот на игру сборной Республики Корея физическая усталость игроков влияла всё сильнее. На 96-й минуте Массимо Луонго отдал передачу на Томи Юрича, которому не дали пробить центральные защитники. На 98-й минуте Миле Единак пробил издали над перекладиной. На 101-й минуте Ки Сон Ён перехватил мяч в центре, и последующая атака завершилась прострелом Кима Джин Су, который прервал вратарь Мэттью Райан. Наконец, на 105-й минуте первого овертайма Томи Юрич начал прорываться в штрафную, борясь с Кимом Джин Су на правом фланге. Юрич дважды упал, но не потерял мяч и прорвался в штрафную, продавив Кима Джин Су на пересечении лицевой и штрафной, а затем сделал прострел. Вратарь Ким Джинхён, пытаясь перехватить мяч, неудачно отбил его перед собой, и Джеймс Троизи, оказавшийся первым на добивании, отправил мяч под перекладину пустых ворот. Счёт стал 2:1 в пользу австралийцев, и третий гол в этом матче тоже был забит на последней минуте тайма.
Корейцы во втором овертайме решили перевести больше игроков в зону атаки: Ким Ю Ён, который играл на позиции центрального защитника, сдвинулся ближе к центру поля, а Сон Хын Мин вышел в нападение. На 107-й минуте Ки Сон Ён пытался обмануть вышедшего из ворот Райана и со своей половины поля поразить ворота австралийцев, но не попал в створ. Длинные забросы корейцев вперёд, навесы и прострелы стали возникать всё чаще у ворот австралийцев, однако оборона хозяев чемпионата работала безошибочно: Мэттью Спиранович, Трент Сэйнсбери и Марк Миллиган справились со всеми атаками. Единственную попытку сравнять счёт предпринял во втором овертайме Ки Сон Ён, пробив с 18 метров по центру, но его удар был заблокирован. Австралийцы, играя от обороны, не позволили корейцам создать хотя бы один опасный момент и довели матч до уверенной победы. Финальный свисток зафиксировал, что сборная Австралии завоевала впервые в своей истории титул чемпиона Азии по футболу.

### Подробный отчёт
| Республика Корея  | 1:2 (доп. вр.) | Австралия                               |
| ----------------- | -------------- | --------------------------------------- |
| Сон Хын Мин 90+1′ | Отчёт          | 45′ Массимо Луонго · 105′ Джеймс Троизи |

| Республика Корея | Австралия |

| ВР          | 23 | Ким Джин Хён          |  |     |
| Защ         | 22 | Чха Ду Ри             |  |     |
| Защ         | 5  | Квак Тхэ Хви          |  |     |
| Защ         | 19 | Ким Ён Гвон           |  |     |
| Защ         | 3  | Ким Джин Су           |  |     |
| ПЗ          | 20 | Чан Хён Су            |  |     |
| ПЗ          | 16 | Ки Сон Ён             |  |     |
| ПЗ          | 6  | Пак Чу Хо             |  | 71' |
| ПЗ          | 10 | Нам Тхэ Хи            |  | 64' |
| ПЗ          | 7  | Сон Хын Мин           |  |     |
| Нап         | 18 | Ли Джон Хёп           |  | 88' |
| Замены:     |    |                       |  |     |
| ВР          | 1  | Чон Сон Рён           |  |     |
| ВР          | 21 | Ким Сын Гю            |  |     |
| Защ         | 2  | Ким Чхан Су           |  |     |
| Защ         | 4  | Ким Ю Ён              |  | 88' |
| ПЗ          | 8  | Ким Мин У             |  |     |
| ПЗ          | 12 | Хан Гёвон             |  |     |
| ПЗ          | 13 | Ку Джа Чхоль (травма) |  |     |
| ПЗ          | 14 | Хан Гуг Ён            |  | 71' |
| ПЗ          | 15 | Ли Мёнджу             |  |     |
| ПЗ          | 17 | Ли Чхон Ён (травма)   |  |     |
| Нап         | 9  | Чо Ён Чхоль           |  |     |
| Нап         | 11 | Ли Гын Хо             |  | 64' |
| Тренер:     |    |                       |  |     |
| Ули Штилике |    |                       |  |     |

| ВР              | 1  | Мэтью Райан        |     |     |
| Защ             | 2  | Иван Франьич       | 6'  | 75' |
| Защ             | 20 | Трент Сейнсбери    |     |     |
| Защ             | 6  | Мэттью Спиранович  | 59' |     |
| Защ             | 3  | Джейсон Дэвидсон   | 41' |     |
| ПЗ              | 5  | Марк Миллиган      |     |     |
| ПЗ              | 15 | Миле Единак        | 66' |     |
| ПЗ              | 21 | Массимо Луонго     |     |     |
| ПЗ              | 10 | Робби Круз         | 68' | 71' |
| ПЗ              | 7  | Мэттью Леки        |     |     |
| Нап             | 4  | Тим Кэхилл         |     | 64' |
| Замены:         |    |                    |     |     |
| ВР              | 12 | Митчелл Лангерак   |     |     |
| ВР              | 18 | Юджин Галекович    |     |     |
| Защ             | 8  | Крис Херд (травма) |     |     |
| Защ             | 13 | Азиз Бехич         |     |     |
| Защ             | 22 | Алекс Уилкинсон    |     |     |
| ПЗ              | 11 | Томми Оур          |     |     |
| ПЗ              | 14 | Джеймс Троизи      |     | 71' |
| ПЗ              | 17 | Мэтт Маккей        |     | 75' |
| ПЗ              | 19 | Терри Антонис      |     |     |
| ПЗ              | 23 | Марк Брешиано      |     |     |
| Нап             | 9  | Томи Юрич          |     | 64' |
| Нап             | 16 | Натан Бёрнс        |     |     |
| Тренер:         |    |                    |     |     |
| Анге Постекоглу |    |                    |     |     |

| Игрок матча: · Трент Сейнсбери (Австралия) Помощники арбитра: · Реза Сохандан ( Иран) · Мохаммад Реза Аболфазли ( Иран) · Четвёртый судья: · Фахад Аль-Мирдаси ( Саудовская Аравия) · Пятый судья:: · Абдулла Аль-Шалваи ( Саудовская Аравия) | Регламент: - 90 минут чистого игрового времени. - 30 минут овертайма при необходимости. - Серия послематчевых пенальти в случае ничьи в овертайме. - 12 игроков на замену. - Не более 3 замен в матче. |

### Статистика
| Параметр            | Республика Корея | Австралия |
| ------------------- | ---------------- | --------- |
| Голы                | 0                | 1         |
| Удары по воротам    | 5                | 3         |
| Удары в створ ворот | 2                | 2         |
| Владение мячом      | 43 %             | 57 %      |
| Угловые             | 2                | 1         |
| Нарушения правил    | 7                | 8         |
| Офсайды             | 2                | 2         |
| Жёлтые карточки     | 0                | 2         |
| Красные карточки    | 0                | 0         |

| Параметр            | Республика Корея | Австралия |
| ------------------- | ---------------- | --------- |
| Голы                | 1                | 0         |
| Удары по воротам    | 6                | 5         |
| Удары в створ ворот | 5                | 3         |
| Владение мячом      | 50 %             | 50 %      |
| Угловые             | 1                | 1         |
| Нарушения правил    | 11               | 13        |
| Офсайды             | 3                | 0         |
| Жёлтые карточки     | 0                | 3         |
| Красные карточки    | 0                | 0         |

| Параметр            | Республика Корея | Австралия |
| ------------------- | ---------------- | --------- |
| Голы                | 0                | 1         |
| Удары по воротам    | 1                | 4         |
| Удары в створ ворот | 2                | 2         |
| Владение мячом      | 40 %             | 60 %      |
| Угловые             | 0                | 0         |
| Нарушения правил    | 1                | 5         |
| Офсайды             | 4                | 2         |
| Жёлтые карточки     | 0                | 0         |
| Красные карточки    | 0                | 0         |

| Параметр            | Республика Корея | Австралия |
| ------------------- | ---------------- | --------- |
| Голы                | 1                | 2         |
| Удары по воротам    | 16               | 12        |
| Удары в створ ворот | 9                | 7         |
| Владение мячом      | 46 %             | 54 %      |
| Угловые             | 3                | 2         |
| Нарушения правил    | 19               | 26        |
| Офсайды             | 9                | 4         |
| Жёлтые карточки     | 0                | 5         |
| Красные карточки    | 0                | 0         |

## VIP-зрители
Приглашение на матч получил премьер-министр Австралии Тони Эбботт, который присутствовал на матче открытия турнира в Мельбурне, но он не смог посетить финальный матч, поскольку в этот же день шёл подсчёт голосов на выборах в штате Квинсленд. На финале присутствовали действовавший президент ФИФА Зепп Блаттер, президент АФК Салман бин Ибрагим Аль Халифа и президент Футбольной федерации Австралии Фрэнк Лоуи. Кубок победителям вручали Блаттер и Аль Халифа, однако на церемонии награждения их начали освистывать зрители: они выражали недовольство тем, что Блаттер собирается снова переизбраться на пост президента ФИФА, а Аль Халифе припоминали его цитату о том, что страны Персидского залива добивались исключения Австралии из АФК.

## Итоги
Сборная Австралии установила уникальное достижение, став обладательницей трофеев сразу двух континентальных конфедераций в своей истории (трижды чемпион Кубка наций ОФК и обладатель Кубка Азии по футболу). Более того, впервые с 1992 года страна, принимавшая Кубок Азии, стала его победительницей. Финал был показан в прямом эфире австралийскими телеканалами ABC и Fox Sports. Трансляцию на ABC смотрели 1,8 млн человек в течение всего матча, а всего игру посмотрели 5,3 млн австралийцев (при населении Австралии в 24 млн человек). Пик аудитории ABC составил 3 миллиона человек в 22:27 по восточноавстралийскому времени, когда шла последняя минута второго овертайма. На Fox Sports игру посмотрели всего 416 тысяч человек.
Эксперты отметили, что корейцы играли в традиционном немецком стиле конца 1980-х, забивая гол и «засушивая» игру, однако эта тактика помогла лишь дойти до финала, но не выиграть его: корейцы оказались не готовы играть все 120 минут, а австралийская оборонительная тактика свела на нет усилия «воинов Тэджу» в финале. Сама сборная Австралии вышла в финал не без доли везения: сборная ОАЭ, которая в четвертьфинале выбила по пенальти Японию, в полуфинале против австралийцев на 9-й минуте не сумела открыть счёт, когда Ахмед Халил попал в каркас ворот «соккеруз». Важную роль в победе Австралии на турнире сыграли не только легионеры из европейских чемпионатов, но и игроки австралийской А-Лиги: Мэттью Спиранович и Марк Миллиган сыграли стабильно в обороне во всех матчах, а Томи Юрич в финальном матче принял участие в победной голевой атаке.
В символическую сборную Кубка Азии по футболу 2015 года организаторы включили восемь футболистов, которые были в заявках сборных-финалистов: четырёх игроков сборной Австралии (Мэттью Райан, Трент Сэйнсбери, Тим Кэхилл и Массимо Луонго) и четырёх игроков сборной Республики Корея (Квак Тхэ Хви, Чха Ду Ри, Ки Сон Ён и Сон Хын Мин).